# إيلي بارنز
إيلي بارنز (بالإنجليزية: Elly Barnes)‏ هي ناشطة حقوق إل جي بي تي بريطانية، ولدت في 1971 في ليسترشير في المملكة المتحدة.